# Кассини, Александр Анри Габриель де
Алекса́ндр Анри́ Габрие́ль Касси́ни (фр. Alexandre Henri Gabriel de Cassini; 1781, Париж — 1832) — последний представитель знаменитой французской академической династии Кассини.

## Биография
Сначала изучал астрономию, затем юридические науки.
Будучи администратором, он посвящал свой досуг изучению ботаники, преимущественно семейству сложноцветных; предлагалось назвать семейство сложноцветных в честь Кассини — именем Cassiniaceae.
В 1827 Кассини избран в члены Парижской академии наук, в 1831 — депутатом.
Умер от холеры в 1832.
Кассини опубликовал свои исследования под заглавием «Opuscules phytologiques» (Париж, 1826; дополнительный том — 1834).
Им было описано не менее 500 родов растений и большое количество видов.